# Solella de Can Sants
La Solella de Can Sants és una solana del terme municipal de Sant Quirze Safaja, a la comarca del Moianès.
És en el sector nord-oriental del terme de Sant Quirze Safaja, a ponent de la carretera C-1413b i de la masia de Can Sants. Constitueix tot el vessant sud-oriental del Puig d'Olena.